# Jönköping International Business School

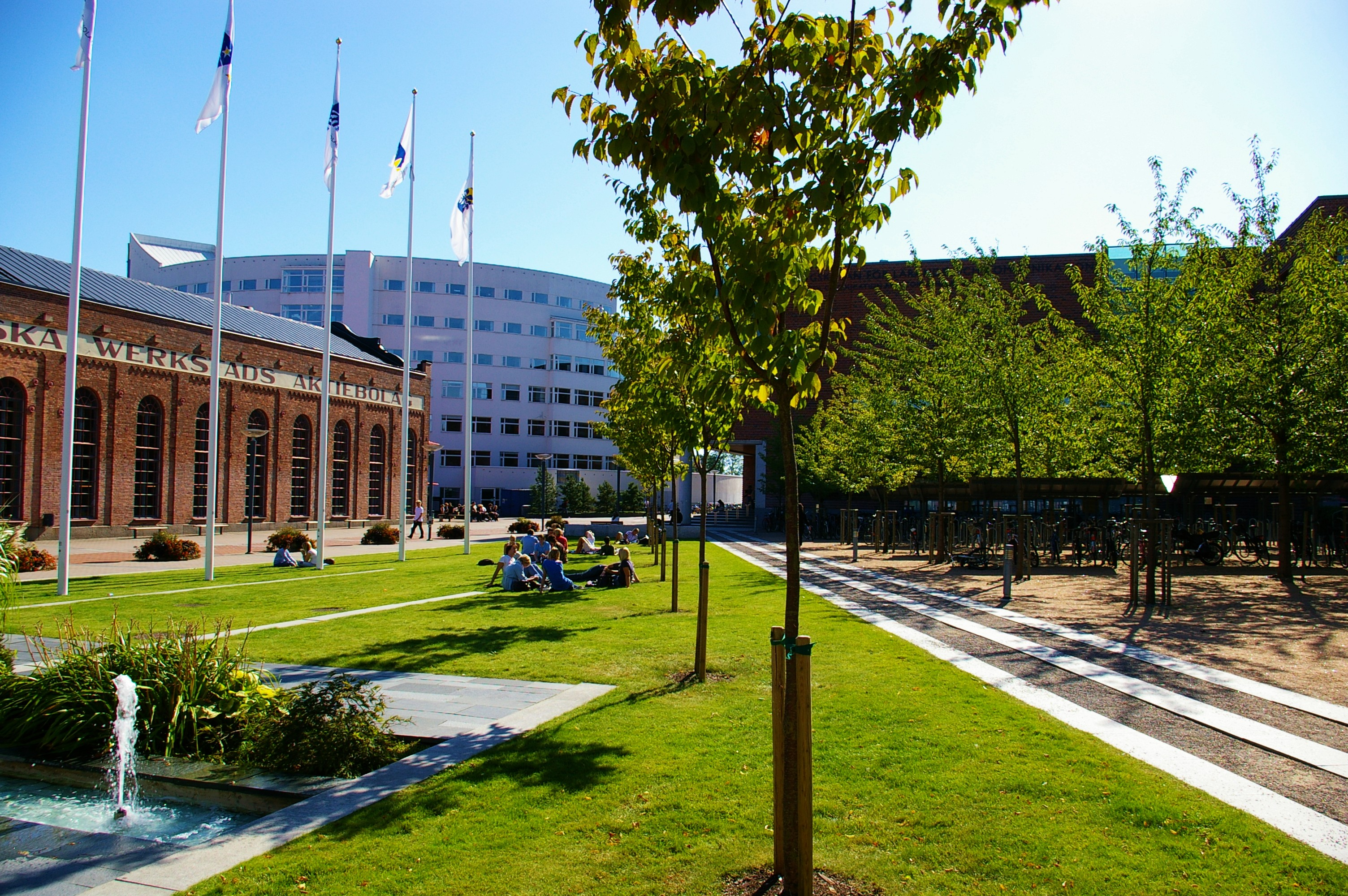
Teil des Universitätscampus

Die Jönköping International Business School (JIBS) ist ein als eigenständige Aktiengesellschaft (Aktiebolag) organisierter Teil der privaten wissenschaftlichen Stiftungshochschule Jönköping University in Jönköping, Schweden.
Die Wirtschaftshochschule (schwed. Handelshögskolan) ist mit Promotions- und Habilitationsrecht ausgestattet und wurde 2015 durch EQUIS und AACSB akkreditiert. Weiterhin ist die Hochschule Mitglied des European Institute for Advanced Studies in Management sowie von PRME, einem UN-finanzierten Netzwerk internationaler Wirtschaftshochschulen und Universitäten.

## Studienangebot
- Bachelor-Programme in Englischer Sprache (2016): [1]
  - International Economics
  - International Management
  - Marketing Management
  - Sustainable Enterprise Development

- Bachelor-Programme in schwedischer Sprache (2016): 
  - Civilekonomprogrammet

- Master-Programme in Englischer Sprache: 
  - Engineering Management
  - International Financial Analysis
  - International Marketing
  - International Logistics and Supply Chain Management
  - Managing in a Global Context
  - Strategic Entrepreneurship
  - Economic Analysis
  - Digital Business

- Promotions-Programme in Englischer Sprache (Auswahl):
  - Business administration
  - Economics
  - Informatics
  - Statistics

## Rankings und Akkreditierungen
Jönköping International Business School nimmt in verschiedenen Rankings vordere Plätze ein.
Financial Times
2023 wurde Jönköping International Business School auf Rang #64 im Ranking Masters in Management 2023 der FT eingestuft. 2022 listete die Financial Times Jönköping International Business School auf #88 im European Business School Ranking. 2021 wurde JIBS an #95 in entsprechendem Ranking erwähnt.
2022 listete die Financial Times Jönköping International Business School an #84 im Top 100 Masters in Management Ranking und an #40 in der Kategorie Career Progression. 2021 wurde JIBS an #92 in entsprechendem Ranking gelistet.
Weitere Rankings
2009 listete die Academy of Management JIBS als #9 (#4 außerhalb der USA) unter den Top 100 business schools in ihrem Report über research leadership in entrepreneurial research. 2010 listete das Buch The Future of Business Schools JIBS unter den Top five academic management schools in Sweden. Eduniversal listet JIBS unter den Excellent Business Schools (3 Palmen).
Akkreditierungen
Im Wintersemester 2010 leitete JIBS den EQUIS- sowie den AACSB-Akkreditierungsprozess ein. Beide Akkreditierungen bestehen seit 2015. JIBS war die erste Business School in Schweden, die sowohl AACSB- wie auch EQUIS-Akkreditierung erhielt. Seit Juni 2025 ist JIBS ist auch von AMBA akkreditiert, was JIBS den Status einer Triple Crown Business School verleiht.

## Bibliothek
Die Bibliothek der Hochschule wurde 2005 als „Schwedens Bibliothek des Jahres“ ausgezeichnet und beheimatet Literatur aus den Forschungsbereichen Betriebswirtschaftslehre, Unternehmertum, Unternehmensführung, KMU und Innovation. Teil der Bibliothek ist das Information Centre for Entrepreneurship (ICE), das mit über 35.000 Bänden in 15 Sprachen weltweit die größte Forschungssammlung zum Thema Unternehmensgründung und -führung stellt.

## Bekannte Absolventen
- Stefan Larsson – CEO Polo Ralph Lauren[10][11][12]
- Jonas Deichmann – Deutscher Extremsportler und Halter diverser Weltrekorde in Extrem-Fahrradfahren und Schwimmen.[13]